# مسعود روغنی زنجانی
مسعود روغنی زنجانی (زادهٔ ۱۳۳۲) سیاستمدار ایرانی و عضو هیئت علمی دانشکده اقتصاد دانشگاه علامه طباطبائی است که معاون رئیس‌جمهور و رئیس سازمان برنامه و بودجه کشور در دولت میرحسین موسوی و اکبر هاشمی رفسنجانی بوده‌است.